# Pergussa
La petita illa deshabitada de Pergousa [pɛrɣusa] (grec modern: Περγούσα), a l'arxipèlag del Dodecanés, també anomenada Pergoussa, és administrada pel municipi de Nísiros a la zona meridional de la mar Egea.

## Geografia

### Ubicació geogràfica
Pergousa es troba en l'est de la mar Egea, a uns 10 km al sud-est de cap Kríkelos (Ακρωτήριο Κρίκελος), l'extrem sud de l'illa de Cos. L'illa de Gyali és a 8,6 km al nord-est i Nísiros a 8 km a l'est. L'illa també deshabitada de Pachia és a uns 2,3 km al sud-est. De nord a sud, l'illa té una longitud de poc més d'1,9 km, el punt més ample de l'illa és d'1,1 km, el més estret al sud, d'uns 350 m.
Igual que Nísiros i el sud de Kos, Pergousa, juntament amb Pachia, és a l'arc oriental de les Cíclades i és d'origen volcànic; és per això que el seu sòl és anhidre i estèril.

## Història
S'hi trobà ceràmica neolítica i obsidiana de l'illa de Melos, a les Cíclades, i de la propera illa de Gyali.
Les úniques troballes arqueològiques de l'illa provenen de dues torres rectangulars del segle iv aC.

## Fauna
Al 1993 per primera volta, es va poder detectar la presència de la sargantana d'Erhard ((Podarcis erhardii) en l'arc oriental de la mar Egea Mitjana, a les illes de Pergousa i Pachia.